# La Tulipe d'or
La Fille de Delft
Pour plus de détails, voir Fiche technique et Distribution.
La Tulipe d'or (titre original : La Fille de Delft) est un film belge réalisé par le cinéaste français Alfred Machin en 1914. 

## Fiche technique
- Réalisation : Alfred Machin
- Scénario :
- Photographie : Jacques Bizeul
- Compagnie de production : Pathé
- Format : Noir et blanc
- Dates de sortie : 
  -  États-Unis : 1er avril 1914
  -  Belgique : 24 avril 1914
  -  France : 24 avril 1914[réf. nécessaire]

## Distribution
- Blanche Derval : Ballerine
- Henri Goidsen : Pilote du Ballon
- Harzé : Le meunier
- Blanche Montel : Kaatje jeune
- Germaine Kaisen : Kaatje Schoonejans
- Fernand Gravey : Jefke jeune (comme Fernand Mertens)
- Richard : Léopold Boolmans
- Paule Bréval : Une religieuse
- Max Péral : Un fêtard
- Flore Aldile :
- Duvivier :
- Fernande Dépernay :
- William Elie :
- Jean-François Martial :
- Yolande Maurel :
- Georges Mertens :
- M. Scott :

## Autour du film
C'est le premier long métrage[réf. nécessaire] du cinéma belge conservé (L'Histoire de Minna Claessens réalisé aussi par Alfred Machin en 1912 ayant été perdu).